# Domenico Bartolucci
Domenico Bartolucci (Borgo San Lorenzo, 7 maggio 1917 – Roma, 11 novembre 2013) è stato un cardinale, compositore e direttore di coro italiano.
Maestro perpetuo della Cappella Musicale Pontificia Sistina e accademico di Santa Cecilia, è noto nel campo musicale, sia come compositore che come direttore.
Considerato tra i più autorevoli interpreti di Giovanni Pierluigi da Palestrina, ha compiuto, con il coro della Cappella Sistina, numerose esibizioni in tutto il mondo; ha anche diretto numerosi concerti con il Coro dell'Accademia nazionale di Santa Cecilia (è da ricordare la tournée nell'ex Unione Sovietica).
Ha inoltre diretto il coro della RAI e i principali complessi sinfonico-corali italiani a Roma, Venezia, Trieste, Palermo, ecc.

## Biografia
Nato in una famiglia operaia (il padre lavorava in una fornace) entrò giovanissimo nel seminario maggiore di Firenze. Le sue doti canore e musicali furono subito apprezzate e incoraggiate. Iniziò a comporre le prime messe, i primi mottetti, le musiche organistiche, i madrigali e la musica da camera.

### Ministero sacerdotale
Nel 1939 ricevette gli ordini sacri e si diplomò in composizione. Alla morte del maestro Bagnoli gli succedette come direttore della Cappella della Cattedrale di Santa Maria del Fiore.
Alla fine del 1942 si recò a Roma per approfondire la conoscenza della musica sacra.

### Direzione musicale e cardinalato
Dopo aver ricoperto il ruolo di vice maestro di San Giovanni in Laterano, nel 1947 divenne maestro della Cappella Musicale Liberiana di Santa Maria Maggiore come successore di Licinio Refice. Nel 1952, su indicazione di Lorenzo Perosi, maestro della Cappella Musicale Pontificia "Sistina" dal 1898, fu nominato maestro sostituto. Alla morte di Perosi, avvenuta nel 1956, papa Pio XII gli conferì l'incarico di direttore perpetuo della Cappella Sistina.
Il complesso della Cappella Musicale Sistina alla morte di Perosi versava in precarie condizioni. Avviò un'opera di risanamento, sostenuto anche da papa Giovanni XXIII. Nei 40 anni della sua direzione le esecuzioni durante le liturgie papali si alternarono a tournée in vari paesi.
Negli anni del Concilio Vaticano II (1962-1965), contrario all'abbandono del latino, si impegnò affinché la riforma liturgica non prendesse un indirizzo ostile nei confronti della musica sacra. I suoi riferimenti in campo musicale furono la tradizione polifonica palestriniana e il canto gregoriano. Continuò a celebrare la messa tridentina anche dopo la riforma.
Nel 1997 fu sostituito - contravvenendo quindi la nomina papale a perpetuità - alla guida della Cappella Musicale Sistina da mons. Giuseppe Liberto, evento che destò alcune controversie nel contesto della musica liturgica: verosimilmente si volle optare per un'innovazione dello stile che più si confacesse alle celebrazioni di massa care a papa Giovanni Paolo II, e della cui regia era responsabile mons. Piero Marini, maestro delle celebrazioni liturgiche pontificie, a detta di molti tra i responsabili del suo accantonamento. Tra coloro che più avversarono la decisione fu il cardinale Joseph Ratzinger, il quale, divenuto papa, il 24 giugno 2006 lo richiamò a dirigere un concerto nella Cappella Sistina.
Nel concistoro del 20 novembre 2010 papa Benedetto XVI lo elevò alla dignità cardinalizia all'età di 93 anni, 6 mesi e 13 giorni. Si trattava all'epoca del cardinale nominato più anziano di sempre nella storia della Chiesa cattolica. Gli fu assegnata la diaconia dei Santissimi Nomi di Gesù e Maria in via Lata.
Si spense l'11 novembre 2013 all'età di 96 anni. Le esequie si tennero il 13 novembre alle ore 15.30 all'Altare della Cattedra della Basilica di San Pietro. La liturgia esequiale venne celebrata dal cardinale Angelo Sodano, decano del Collegio cardinalizio. Al termine della celebrazione papa Francesco presiedette il rito dell'ultima commendatio e della valedictio. La salma venne poi tumulata in un loculo nel cimitero della Venerabile Confraternita di Misericordia di Borgo San Lorenzo. Il 24 novembre la salma venne estumulata e traslata in un sarcofago all'interno della cappella della Santa Croce dello stesso cimitero.

### L'attività di compositore
Bartolucci si è dedicato sia all'insegnamento che alla composizione. Il corpus di opere già pubblicate supera i quaranta volumi e comprende Mottetti, Madrigali, Messe, Laude, Inni, musiche sinfoniche, organistiche e da camera, e soprattutto una serie di oratori per soli, coro e orchestra. È da menzionare anche il Brunellesco, un'opera lirica in tre atti mai eseguita con l'autore in vita.
La concezione della musica per Bartolucci si fonda sul "dire" con naturalezza e spontaneità, rifuggendo astrattezze e astruserie. I suoi punti di riferimento sono il canto gregoriano, Giovanni Pierluigi da Palestrina e Giuseppe Verdi.
Caratteristica di tutta la concezione estetica del compositore è quella di un ossequio alla tradizione, alla cui base colloca «una notevole severità di canto e quella limpida e solida polifonicità» indicate nella prefazione del suo Primo Libro dei Mottetti.

## Stemma e motto

### Blasonatura
D'azzurro, cappato d'argento: nel 1º alla stella a 8 punte d'oro; nel 2º all'arpa al naturale, a destra e al giglio aperto e bottonato di rosso, a sinistra.

### Interpretazione
Nello scudo sono presenti 3 elementi: la stella, l'arpa e il giglio di Firenze.
- La stella è un riferimento al Signore e quindi anche al significato del nome del cardinale, cioè Domenico, che vuol dire appunto "consacrato al Signore"; inoltre le otto punte della stella richiamano le otto beatitudini evangeliche;
- L'arpa è un'allegoria della musica. Nella Sacra Scrittura, infatti, questo strumento viene spesso citato, soprattutto nei Salmi, per accompagnare gli inni di lode al Signore. L'arpa, quindi, simboleggia l'amore e la dedizione alla musica del cardinale Bartolucci, già direttore del Coro della Cappella Sistina, e anche la sua feconda produzione come compositore di musica sacra.
- il giglio di Firenze è un riferimento alle origini fiorentine del cardinale Bartolucci.

Nello scudo, inoltre, sono utilizzati principalmente 2 colori, l'azzurro e l'argento, che esprimono ciascuno un profondo significato:
- l’azzurro è il simbolo dell'incorruttibilità del cielo, delle idealità che salgono verso l’alto; rappresenta il distacco dai valori terreni e l’ascesa dell’anima verso Dio.
- l’argento simboleggia la trasparenza, quindi la Verità della Parola di Dio.

## Opere
Le opere di Domenico Bartolucci sono edite in 49 volumi da Edizioni Cappella Sistina.

### Mottetti
- Primo libro dei Mottetti (Antifone Mariane), 30 mottetti a 4 voci e Litanie Lauretane
- Secondo libro dei Mottetti, 25 canti a 1-2-3-4 voci uguali con organo
- Terzo libro dei Mottetti, 44 mottetti a 4 voci
- Quarto libro dei Mottetti, 35 mottetti a 5-6-7-8 voci
- Quinto libro dei Mottetti, 24 mottetti a 4-5-6 voci e organo
- Sesto libro dei Mottetti, 20 mottetti a 4-5-6-7-8 voci a cappella o con organo
- Cantica varia, 7 composizioni a 4-5-6 voci a cappella o con organo
- Sacrae Cantiones, 46 mottetti a più voci

### Inni
- Inni, 36 inni a 3-4-5-6 voci per l'anno liturgico
- Magnificat, 4 cantici a 2-3-4 voci a organo e 8 cantici a 5 voci a cappella sugli 8 modi modali
- Natale, 26 composizioni a 1-2-3-4-5-6 voci
- Settimana Santa, messe, mottetti e responsori a 4-5 voci

### Laudi e Madrigali
- Laudi Mariane, 24 laudi a 3-4-7 voci
- Primo libro dei Madrigali, 18 madrigali a 3-4-5-6 voci
- Secondo libro dei Madrigali, 13 madrigali a 3-4 voci e pianoforte
- Miserere, per baritono solo, coro a 6 voci e orchestra; riduzione per canto e pianoforte. Prima esecuzione assoluta nella Pieve di San Lorenzo in Borgo San Lorenzo (FI), paese natale del Maestro. Video Parte 1  e Parte 2

### Messe
- Messe (alternate al canto Gregoriano) 8 messe a 4-5 voci
- Primo libro delle Messe, 5 messe a 1-2-3-4 voci
- Secondo libro delle Messe, 5 messe a 2-3-4 voci
- Terzo libro delle Messe, 6 messe a 3-4 voci
- Quarto libro delle Messe (Dominicis infra annum), 5 messe a 3 voci
- Messa Jubilaei, per coro a 4 voci, organo e piccola orchestra
- Messa Assumptionis, a 6 voci con orchestra
- Messa in onore di S. Cecilia, per soprano, coro a 4 voci, organo e piccola orchestra
- Messa pro Defunctis, per soli, coro a 8 voci e orchestra; riduzione per canto e pianoforte
- Messa de Angelis, per soli, coro a 4 voci e orchestra

### Opere e Oratori
- Brunellesco, opera lirica in tre atti, per coro e orchestra;
- Baptisma, poemetto sacro per soprano e basso solista, coro a 3 voci di soprani contralto e orchestra;
- La Natività, oratorio per soli, coro a 8 voci e orchestra;
- La Passione, oratorio per soli, coro a 6 voci e orchestra;
- La tempesta sul lago, oratorio per soli, coro a 4-7 voci, e orchestra (la sua opera prima, composta nel 1935)[8];
- Gloriosi Principes, oratorio per soli, coro a 6 voci e orchestra;

### Altre composizioni
- Trittico Mariano, per organo
- Organo, composizioni per organo e per clavicembalo
- Sinfonia rustica (Mugellana)
- Concerto in mi, per pianoforte e orchestra
- Romanza, con variazioni, per violino solo
- Sonata in sol, per violino e pianoforte
- Trio in la, per violino, violoncello e pianoforte

## Discografia

### Album
- 1961 - Missa papae Marcelli (Etichetta Cappella Sistina, CS. CS001)
- 1962 - Cappella Sistina (Etichetta Cappella Sistina, CS. CS002)
- 1963 - Gloriosi Principes - Oratorio musicale (Edizioni Fonografiche e musicali Pro Civitate Christiana, CAM C ms. 30-067; doppio album)
- 1967 - Gloriosi principes (Petrus et Paulus) per soli, coro e orchestra (Tank, MTG 8006)
- 1971 - Cantica (CAM, ZDL1-7111)
- 1972 - Omaggio a Perosi (Libreria Editrice Vaticana, LEV 312)